# Potpourri (P-MODELのアルバム)
『Potpourri』（ポプリ）は、日本の音楽グループP-MODELの3枚目のアルバム。1981年3月25日にWarner-Pioneerより発売された。

## 概要
- 前作『LANDSALE』より11ヶ月ぶりのアルバム。
- 秋山勝彦の脱退後初の作品。後任の菊池達也は当時まだ正規メンバー入りしておらずサポートメンバー扱いであったためレコーディングには参加せず、本作のレコーディングは平沢・田井中・田中の3人のみで行われた。
  - 楽曲制作自体は秋山在籍中より開始しており、秋山も「VIVA！恋人たち」という楽曲を制作、ライブでも披露していたが収録されなかった。
- 前作『LANDSALE』の発売後、平沢・田中は過熱するテクノポップブームに危機感を抱き「脱・テクノ宣言」を行っている。[※ 1]その為、本作が「初期P-MODEL」としては最後の作品である。
- ジャケットは平沢の実兄である平沢裕一がデザイン。平沢進は「兄・裕一のデザインしたジャケットの中で最高傑作」と評している。また「Potpourri」の題字は平沢の父が揮毫したものである。

## 楽曲解説
ジャングルベッドⅠ
2019年、平沢がFUJI ROCK FESTIVALに出演した際は歌詞を乗せた「ジャングルベッド1.5」として披露された。
この時の歌詞は後に平沢本人がTwitterで公開している。
ブループリント
解凍期にもことぶき光のアレンジで演奏され、ライブアルバム「PAUSE」にも収録されている。
anothersmell
ヨーデル・歓声・足音などをサンプリングしている。
フィルム
クラリネットをこわしちゃったのフレーズが使われている。
いまわし電話
間奏のキーボードソロは非常に難易度が高かった為、1983年の田中脱退以降に演奏する際、後任のメンバーはアレンジを変えて演奏している。
1993年の“解凍期”終了後は長らく封印状態だったが、2018年11月の核P-MODELツアー「回＝回」にて久々に演奏された。

## 収録曲
- 全編曲：P-MODEL

| #         | タイトル                                         | 作詞             | 作曲      | 時間  |
| --------- | ------------------------------------------------ | ---------------- | --------- | ----- |
| 1.        | 「ジャングルベッドⅠ（Junglebed I）」             | ―                | 平沢進    | 2:00  |
| 2.        | 「青十字（Blue Cross）」                         | 平沢進           | 平沢進    | 2:36  |
| 3.        | 「ジャングルベッドⅡ（Junglebed II）」            | 平沢進           | 平沢進    | 3:49  |
| 4.        | 「ブループリント（Blue Print）」                 | 田中靖美         | 田中靖美  | 2:17  |
| 5.        | 「aqualife」                                     | 田中靖美、平沢進 | 田中靖美  | 2:51  |
| 6.        | 「different≠another」                            | 平沢進           | 平沢進    | 2:21  |
| 7.        | 「anothersmell」                                 | ―                | 田中靖美  | 1:47  |
| 8.        | 「フィルム（Film）」                             | 平沢進           | 平沢進    | 2:52  |
| 9.        | 「モノクローム・スクリーン（Monocrome Screen）」 | 田中靖美         | 田中靖美  | 2:52  |
| 10.       | 「marvel」                                       | 平沢進           | 平沢進    | 2:56  |
| 11.       | 「ナチュラル（Natural）」                        | 田中靖美         | 田中靖美  | 2:55  |
| 12.       | 「いまわし電話（Disgusting Telephone）」         | 平沢進           | 平沢進    | 3:13  |
| 13.       | 「Potpourri」                                    | 平沢進           | 平沢進    | 3:19  |
| 合計時間: | 合計時間:                                        | 合計時間:        | 合計時間: | 35:57 |

## リリース履歴
| リリース日     | レーベル                       | 規格   | 規格品番 | 備考                                     |
| -------------- | ------------------------------ | ------ | -------- | ---------------------------------------- |
| 1981年3月25日  | ワーナー・パイオニア           | LP     | K-12005W |                                          |
| 1992年1月25日  | ワーナーミュージック・ジャパン | CD     | WPCL-605 |                                          |
| 2003年10月20日 | SS RECORDS                     | CD     | SS-103   | デジタルリマスタリング、紙ジャケット仕様 |
| 2017年8月20日  | SS RECORDINGS                  | CD     | SS-103A  | W紙ジャケット仕様(2017年EDITION)         |
| 2020年12月15日 | SS RECORDINGS                  | SHM-CD | SS-1002A | W紙ジャケット仕様                        |

## 参加メンバー
- 平沢進 - ボーカル、ギター、ベース（#1・2・3・6・8・10・12・13）
- 田中靖美 - キーボード、ベース（#4・5・9・11）、コーラス
- 田井中貞利 - ドラムス、パーカッション、コーラス